# Mart Poom
Mart Poom (Tallinn, 3. veljače 1972.), estonski umirovljeni nogometni vratar.
Jedan je od najpoznatijih estonskih nogometaša. Karijeru je započeo u Flori iz Tallinna, a najveći dio svoje klupske karijere proveo je u Engleskoj, igrajući za Portsmouth, Derby County, Sunderland, Arsenal i Watford. Najviše vremena proveo je braneći za Derby County, u čijem je dresu između 1997. i 2003. nastupio u 146 ligaških utakmica. Od 2005. do 2007. bio je treći vratar Arsenala, u čijoj je momčadi svoj jedini Premierligaški nastup ostvario 13. svibnja 2007. u gostujućoj utakmici protiv Portsmoutha. Krajem svibnja 2007. prešao je u redove engleskog drugoligaša Watforda.
Za estonsku reprezentaciju je od 1992. branio u više od 100 međunarodnih utakmica.